# باول إدموندسون (لاعب كرة قاعدة)
باول إدموندسون (بالإنجليزية: Paul Edmondson)‏ هو لاعب كرة قاعدة أمريكي، ولد في 12 فبراير 1943 في كانساس سيتي في الولايات المتحدة، وتوفي في 13 فبراير 1970 في سانتا باربارا في الولايات المتحدة بسبب حادث مرور.

## وصلات خارجية
- باول إدموندسون على موقعبيزبول رفرنس.كوم (الدوري الرئيسي) (الإنجليزية)